# Beacon Towers
Pour les articles homonymes, voir Beacon.
Beacon Towers était un château du Gilded Age situé à Sands Point, sur la côte Nord (en) de Long Island dans l'État de New York. Il a été construit en 1917 et 1918 pour Alva Belmont, ex-femme de William Kissam Vanderbilt et veuve depuis 1908 de Oliver Belmont,.

## Histoire
Le château a été conçu par Hunt & Hunt (en), les fils de Richard Morris Hunt, Richard et Joseph. C'est la dernière demeure de Long Island à avoir été conçue par la firme.
Les historiens de l'architecture ont décrit l'édifice comme un pur fantasme gothique, bien qu'il doive quelques éléments aux alcázars d'Espagne et aux châteaux des manuscrits médiévaux. L'intérieur contient une soixantaine de pièces principales. Le bâtiment était recouvert de stuc blanc.
En février 1924, Alva Belmont acquit aux enchères la propriété mitoyenne de Sands Point Light (en) pour 100 000 $ (soit 1 500 000 $ actuels) pour isoler la sienne.
Trois ans plus tard, la propriété était vendue à William Randolph Hearst, qui fit des rénovations : le toit fut surélevé et des lucarnes ajoutées, des fenêtres agrandies ou fermées et l'entrée réaménagée. Hearst revendit la propriété en 1942 et elle fut démolie en 1945. Un lotissement a été réalisé plus tard sur le site, mais la maison du gardien subsiste,.

Vues de Beacon Towers
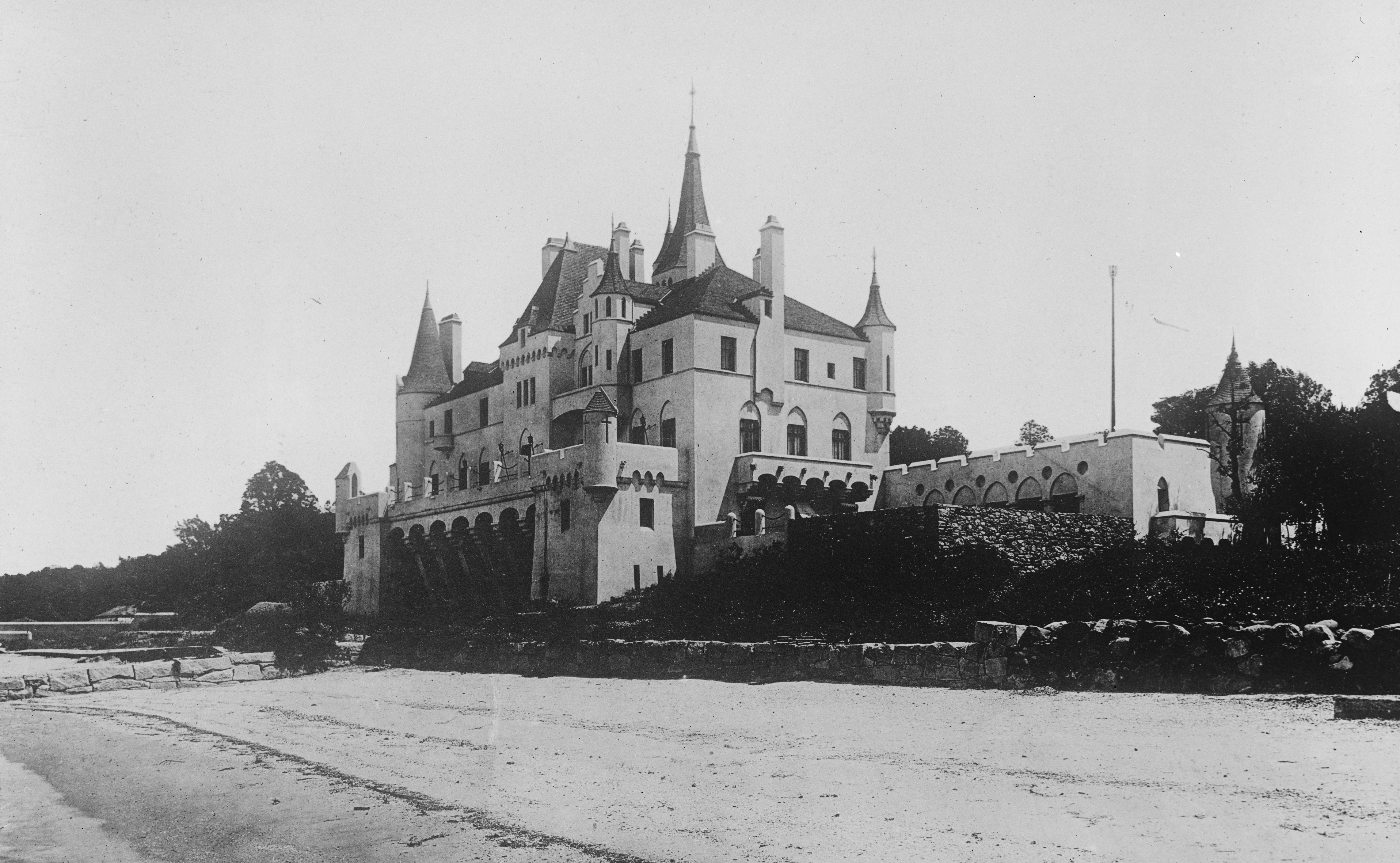
Vu du Nord-Est, depuis la plage en 1922.
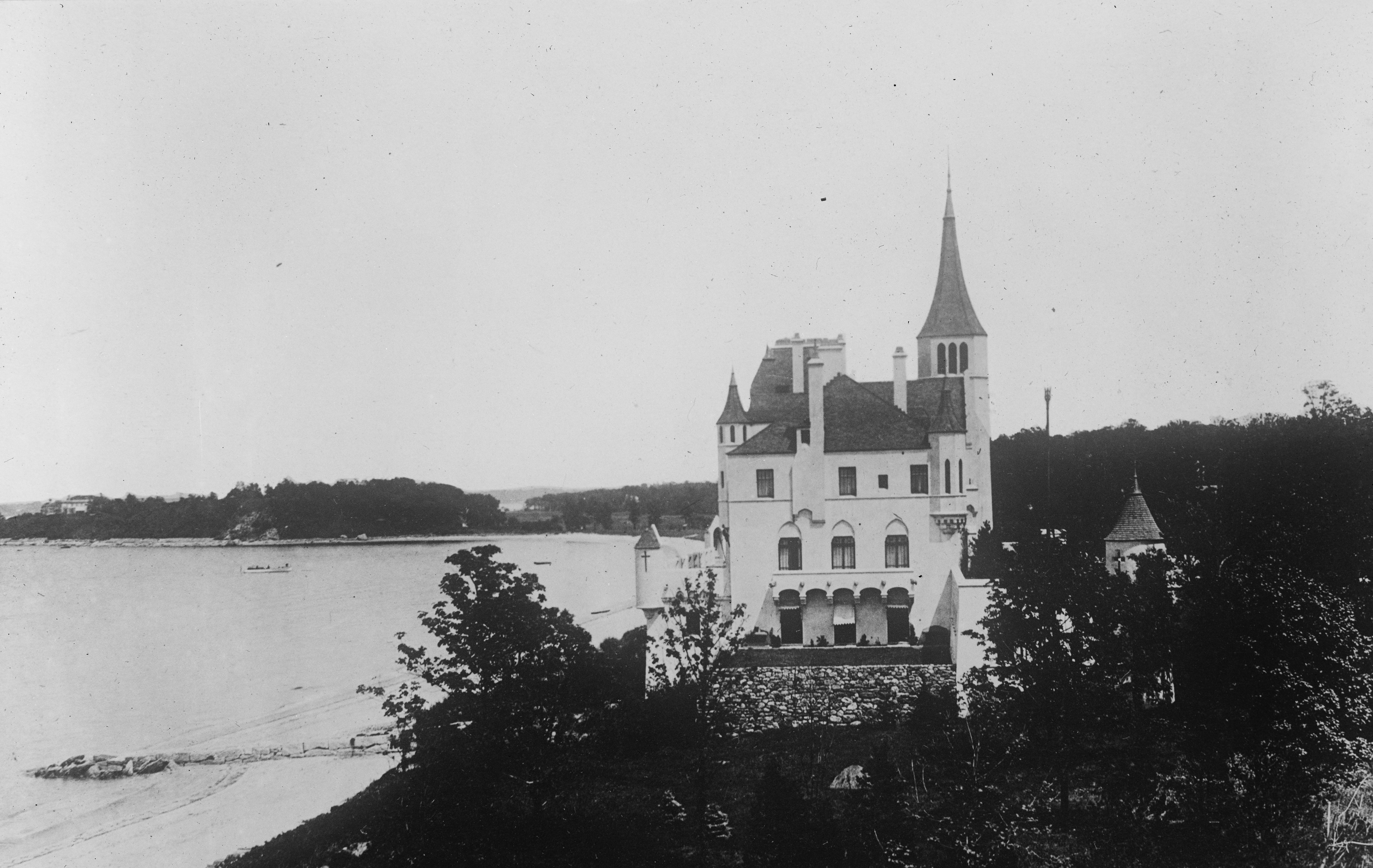
Beacon Towers en 1922, vu depuis Sands Point Light (en) vers Prospect Point (dans le fond).
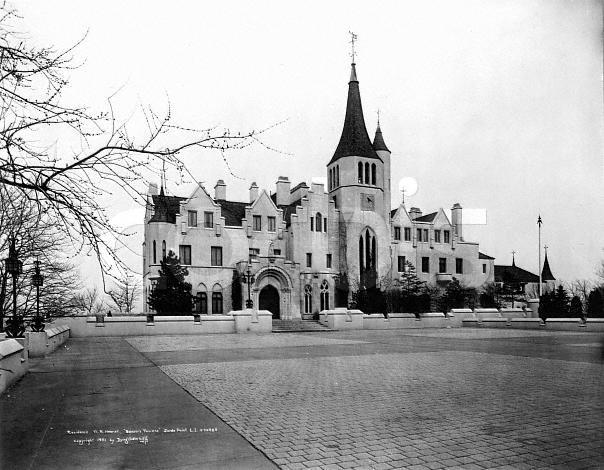
Façade principale en 1931, après les travaux de William Randolph Hearst.

## Littérature
Les spécialistes de la littérature croient que le château a inspiré le roman de 1925 de F. Scott Fitzgerald Gatsby le Magnifique, qui décrit la maison de Jay Gatsby comme « une imitation d'un hôtel de ville en Normandie, avec une tour sur le côté, tout neuf sous une mince couche de lierre, avec une piscine de marbre et plus de quarante acres de terrain ».
Beacon Towers a également inspiré la maison de Gatsby dans l'adaptation du roman par Baz Luhrmann en 2013 avec Leonardo DiCaprio Gatsby le Magnifique.
Dans le tome 2 Le Pendu de la saga Tarot écrite par K. D. Edwards, elle est l'ancienne demeure du Trône du Soleil, la famille du héros et descendant du Soleil, Rune Saint-John. Elle échappa à la démolition en étant téléportée en Nouvelle-Atlantide.